# Gerard Peters
Gerard (Gé) Peters (Haarlem, 31 juli 1920 – aldaar, 6 april 2005) was een Nederlandse wielrenner, die voornamelijk op de baan reed. Hij reed eenmaal de Tour de France. Dat was in 1951, de Tour waarin Wim van Est in de gele trui het ravijn in reed. Peters was een van de renners die stopte aan de rand van het ravijn, alwaar hij de historische woorden "Het is net een boterbloem" sprak. De hele Nederlandse ploeg werd een dag na deze valpartij door ploegleider Kees Pellenaars uit de koers gehaald.
Als baanrenner werd hij in 1946 wereldkampioen achtervolging en won hij zes  zesdaagses, alle zes met Gerrit Schulte als partner. 
Peters was getrouwd met een dochter van olympisch wielerkampioen Jacques van Egmond.

## Resultaten in voornaamste wedstrijden
| Jaar | Ronde van Italië | Ronde van Frankrijk | Ronde van Spanje |
| ---- | ---------------- | ------------------- | ---------------- |
| 1951 |                  | opgave              |                  |
| 1953 | opgave           |                     |                  |